# 猴面包树
猴面包树（学名：Adansonia digitata），又名猢狲树、非洲猴面包树、酸瓠樹、猴樹、旅人樹、死老鼠樹，是一種锦葵科猴面包树属的大型落葉喬木，原產於热带非洲以及阿拉伯半岛，現今中国大陆南部以及台灣皆有人工引种栽培。
猴面包树会开出巨大的白花。华丽的花朵下垂，带有很多雄蕊，富含腐肉的气味，研究人员认为狐蝠科是它们主要授粉者。果实充满果肉，乾燥變硬後會碎成塊狀，看起来就像是乾了的面包塊。猴面包树的果實在非洲是一种传统的食用植物，但是在其他地方所知甚少。这种蔬菜有可能改善营养，促进粮食安全，促进农村发展和支持可持续土地管护。 

## 果实

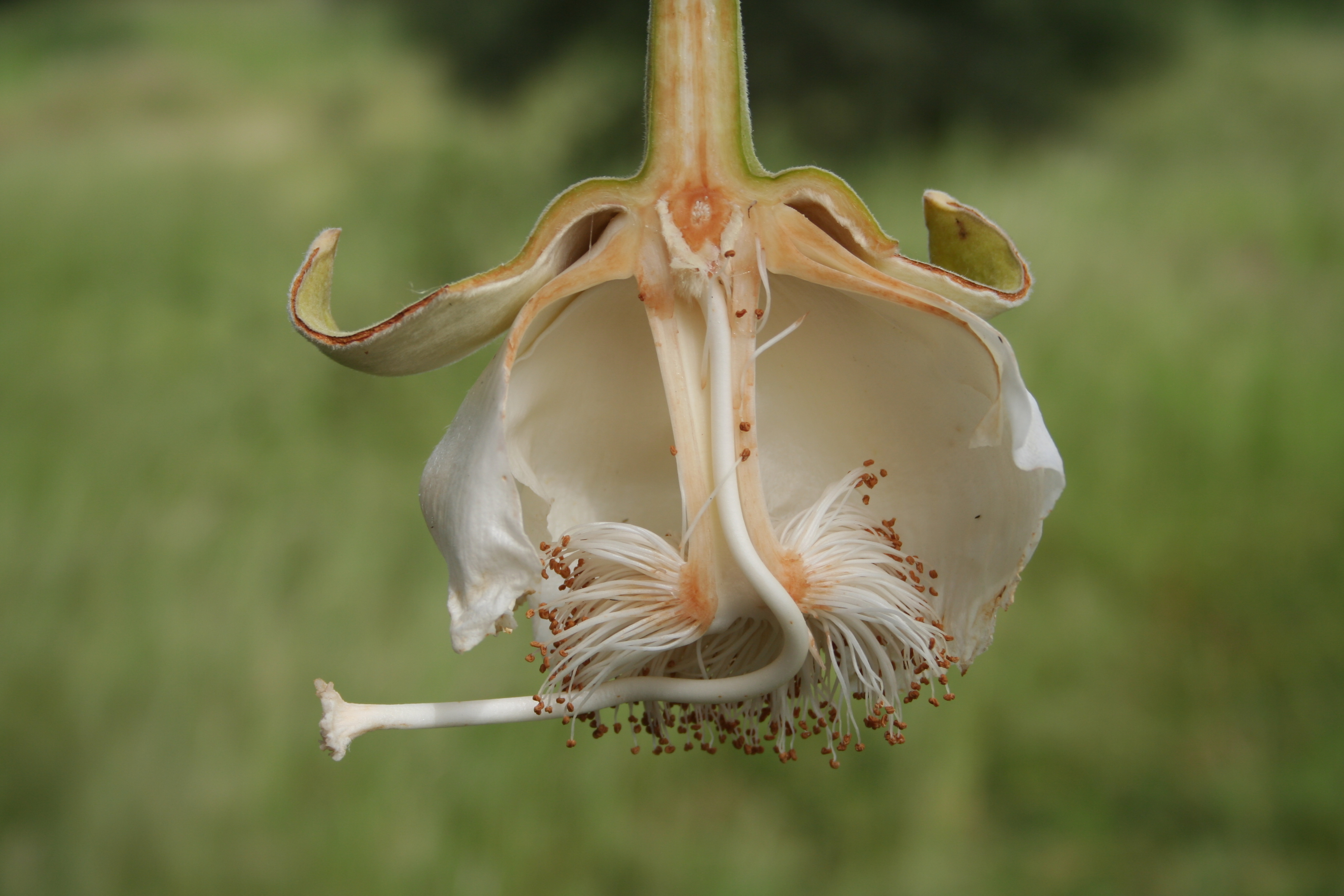
猴面包树的花纵切面，摄于布吉纳法索法达恩古尔马和瓦加杜古之间。

非洲猴面包树的果实长约15至20厘米，钙含量比菠菜高50％以上，含较高的抗氧化成分，维生素C含量是单个橙子的三倍，因此它有时也被称为超級水果。猴面包树的叶子可以吃，味道很好；而果实溶解在牛奶或水中，可作饮料。种子可榨食用油。用种子种植猴面包树时切开或浸泡其頗厚的种皮可以增加种子萌发的機會和速度。
2008年，欧盟批准猴面包树果实作为果汁和谷物棒的成分。
2009年，美国食品和药物管理局批准猴面包干果肉作为公认安全的食品配料。